# 올 더 케이팝
올 더 케이팝(All the K-pop)은 MBC 뮤직 채널에서 화요일 밤마다 방영되는 대한민국의 버라이어티 쇼이다. 이 프로그램은 붐 (방송인), 박재민, 엠블랙의 미르가 사회를 맡는다.
23~25화는 2013년 유튜브에서 가장 많이 시청된 한국 동영상(뮤직 비디오와 뮤직 쇼를 계수하지 않았을 때)으로, 26회가 8위로 최고 순위를 찍었다. 이 3개의 영상은 2013년이 끝날 즈음에 6,700,000회의 시청수를 기록했고 80%가 대한민국 외 지역 사람들이 시청했다.

## 호스트
- 붐 (방송인)
- 박재민 (방송인)
- 미르 (가수) (엠블랙)

### 게스트 MC
- 승호 (엠블랙)
- 민 (가수) (미쓰에이)

## 에피소드 목록
| 에피소드 | 방영일           |
| -------- | ---------------- |
| 1        | 2012년 8월 8일   |
| 2        | 2012년 8월 15일  |
| 3        | 2012년 8월 24일  |
| 4        | 2012년 8월 31일  |
| 5        | 2012년 9월 7일   |
| 6        | 2012년 9월 14일  |
| 7        | 2012년 9월 21일  |
| 8        | 2012년 9월 28일  |
| 9        | 2012년 10월 5일  |
| 10       | 2012년 10월 12일 |
| 11       | 2012년 10월 19일 |
| 12       | 2012년 10월 26일 |
| 13       | 2012년 11월 2일  |
| 14       | 2012년 11월 9일  |
| 15       | 2012년 11월 16일 |
| 16       | 2012년 11월 23일 |
| 17       | 2012년 11월 30일 |
| 18       | 2012년 12월 14일 |
| Special  | 2012년 12월 28일 |
| Special  | 2013년 1월 4일   |
| 19       | 2013년 1월 22일  |
| Special  | 2013년 2월 5일   |
| 20       | 2013년 2월 12일  |
| 21       | 2013년 2월 19일  |
| 22       | 2013년 2월 26일  |
| 23       | 2013년 3월 5일   |
| 24       | 2013년 3월 12일  |
| 25       | 2013년 3월 19일  |
| 26       | 2013년 3월 26일  |
| 27       | 2013년 4월 2일   |
| 28       | 2013년 4월 9일   |
| 29       | 2013년 4월 16일  |
| 30       | 2013년 4월 23일  |
| 31       | 2013년 4월 30일  |
| 32       | 2013년 5월 7일   |
| 33       | 2013년 5월 14일  |
| 34       | 2013년 5월 21일  |
| 35       | 2013년 5월 28일  |
| 36       | 2013년 7월 9일   |
| 37       | 2013년 7월 16일  |
| 38       | 2013년 7월 23일  |
| 39       | 2013년 7월 30일  |
| 40       | 2013년 8월 6일   |
| 41       | 2013년 8월 13일  |